# Bodo Scriba
Bodo Scriba (* 12. August 1939 in Hamburg; † 30. Mai 2023 ebenda) war ein deutscher Jurist, Filmproduzent und Unternehmer.

## Leben und Wirken
Bodo Scriba schloss ein Jurastudium an den Universitäten Freiburg und Hamburg mit dem Ersten Staatsexamen ab. Danach promovierte er und legte das Zweite Staatsexamen an der Universität Hamburg 1971 ab. Von 1971 bis 1974 arbeitete er als Assistent der Geschäftsführung bei Erik Blumenfeld und dessen Unternehmen. Anschließend trat er 1974 in die Dienste des Münchner Filmgroßhändlers Leo Kirch und galt dort als seine „rechte, mehr noch linksliberale Hand“, ehe er 1985 Kirchs Firma verließ. In diesen Jahren half Scriba als Geschäftsführer von Kirchs Filmhandelshaus u. a. das außerordentlich lukrative Geschäft des Handels mit Fernsehsenderechten aus den Quellen in Europa und den USA zu erweitern. Im gleichen Zeitraum wirkte er außerdem bei Produktionen der Kirch-Gruppe sowie der Entwicklung neuer Geschäftsfelder mit (Video, Verleih, Pay-TV und SAT 1).
Nach seinem Ausscheiden bei Kirch beteiligte sich Scriba als erstes mit 25 % beim Verleih der Tobis von Horst Wendlandt und übernahm im Herbst 1986 den Fernsehvertrieb für Disney im deutschsprachigen Raum in seiner URANIA-Film. Seine ALCOR-Film produzierte mit Dany Wilson (USA) den Vierteiler „Hemingway“ unter der Regie von Bernhard Sinkel und mit Stacy Keach in der Titelrolle. In späteren Jahren folgten die Koproduktionen der Filmographie, wie beispielsweise „Homo Faber“ von Volker Schlöndorff und „Germinal“ nach Zolas Roman.
Im Herbst 1987 gründeten Scriba und der Musical-Unternehmer Rolf Deyhle die Scriba & Deyhle OHG (S&D) als Holding für die Gründungen von Scriba bei Film und Fernsehen. Dazu gehörte auch die wenig später mit dem Axel Springer Verlag errichtete CAPITOL-Film für den Handel mit Fernsehrechten. Die nahezu exklusive Belieferung von SAT 1 durch die Kirch-Gruppe war wohl der Anlass für den Verlag zu diesem Schritt. Innerhalb kurzer Zeit gelang der Aufbau eines erheblichen Vorrats, der den Abschluss über 164 Filme mit der ARD ermöglichte.
1989 gründeten die S&D und der Kinobetreiber Hans-Joachim Flebbe die Cinemaxx-Gesellschaft. In ihr verbanden sich die Kenntnis des Bauunternehmers (Deyhle) mit der Film- und Kinoerfahrung von Flebbe und Scriba. Es entstanden die Multiplexe in Hannover, Essen, Hamburg und München, die eine siechende Kinolandschaft revolutionierten.
1990 zog Scriba mit all seinen Unternehmen von München nach Hamburg. Der Ortswechsel war mit der Nähe zu den Partnern Springer und Flebbe angezeigt. Dort entstand eine neue Partnerschaft mit Willi Baer (ehemaliger Chefredakteur von Cinema, der größten Filmzeitschrift in Europa) bei der Connexion für Produktion und Handel im Filmbereich. Die erste gemeinsame Produktion war W. Petersen’s Film „Shattered“ (Tod im Spiegel), der von der Tobis in Deutschland verliehen wurde.
Ein Jahr später vollzog sich jedoch der wahre Eintritt von Scriba in die Filmproduktion in den USA. Scriba gründete mit Arnon Milchan („Pretty Woman“, „Once upon a time in America“) die New Regency, an der er 25 % der Anteile übernahm, sowie auch die Filmrechte für das deutschsprachige Gebiet und Osteuropa. Den weltweiten Verleih und Video-Vertrieb führte die Warner Bros. durch. Aus dieser Zusammenarbeit, an der auch zunächst Canal+ beteiligt war, entstanden bis 1997 31 Filme. Nicht jeder war ein Erfolg oder von der Größe her bemerkenswert. Aber die Liste der Erfolge enthält Titel wie „JFK“, „Sommersby“, „Made in America“, „Falling Down“, „Free Willy“, „Heat“, „Copycat“, „Natural Born Killers“, „A Time to Kill“, „L.A. Confidential“, „Under Siege“, „The Client“.
Des Weiteren ist Bodo Scriba Eigentümer (100 %)  der Alcor Films, in deren Namen diverse internationale Produktionen realisiert worden sind.
Scriba trennte sich von seinen Anteilen an der New Regency und verkaufte 1995 unter Vermittlung von Milchan an den australischen Großverleger Packer für $ 75 Mio., blieb jedoch für seine Gebiete Koproduzent. Als Milchan jedoch das Studio wechseln wollte, um mit der Fox von Murdoch weiterzumachen, beendete Scriba seine Zusammenarbeit mit Milchan 1997. Eine kurze Episode für 4 Filme, darunter „Rainmaker“, von F. F. Coppola, blieb die Zusammenarbeit mit Michael Douglas über die Schweizer Firmen Mont Blanc und Bernina, an deren Filmen auch die Kirch-Gruppe beteiligt war.
Bereits Ende 1992 hatten sich Scriba und Deyhle getrennt, nachdem zuvor nach heftigen Auseinandersetzungen zwischen Kirch und Peter Tamm, was mit der Abberufung von Tamm endete, Scriba die Springer-Anteile an der Capitol erworben hatte. Bei der Realteilung Scriba / Deyhle wurden die Anteile an der Connexion und Capella in L. A. Deyhle zugewiesen, die Beteiligung bei Cinemaxx zu gleichen Teilen an Scriba und Deyhle übertragen und Scriba übernahm die übrigen Gesellschaften.
Der angeblichen Bestechungsaffaire Kirch / Oeller zum Trotz, die von Deyhle 1990 ins Rollen gebracht wurde, machten Kirch und Scriba 1992 und 1995 2 große Fernsehlizenzgeschäfte über mehr als 1300 Spielfilme im Wert von gut DM 500 Mio. Nach dem Ende der Produktionsaktivitäten in Amerika widmete sich Scriba der Verwertung seiner immer noch umfangreichen Fernsehrechte mit Abschlüssen bei der ARD und anderen Lizenznehmern und neuen Aktivitäten als Rechtsanwalt.
Ein unerfreuliches Ende fanden seine Verleihaktivitäten in Russland, nachdem 2006 die Fox die Position der Gemini übernommen hatte. Scriba wurde für Unregelmäßigkeiten der von der Fox übernommenen Geschäftsführung haftbar gemacht und in Los Angeles A. auf $ 3 Mio. verklagt. Mit dem gleichen Vorwurf erhob die Fox auch in Hamburg Klage (AZ 307 O 389/09). Nachdem diese Klage 2009 in Hamburg rechtskräftig abgewiesen wurde, stellte die Fox ihre gerichtlichen Bemühungen in Los Angeles ein. Ein Beweisverfahren (Deposition) hatte sie wohl von der Haltlosigkeit ihrer Vorwürfe überzeugt.

## Privates
Die Psychologin und Filmproduzentin Nathalie Scriba und der Rechtsanwalt Florian Scriba entstammen seiner Ehe mit der Tochter von Paul Sethe, Barbara Scriba-Sethe.

## Filmografie
- 1988: Hemingway (Fernsehvierteiler)
- 1989: Die Französische Revolution (La Révolution française)
- 1990: Die unendliche Geschichte II – Auf der Suche nach Phantásien (The NeverEnding Story II: The Next Chapter)
- 1990: Homo Faber
- 1990: Tod im Spiegel (Shattered)
- 1991: JFK
- 1992: Under Siege
- 1993: Germinal (nur Produktionsleitung)
- 1993: Sommersby
- 1993: Made in America
- 1993: Falling Down
- 1993: Free Willy
- 1994: The Client
- 1994: Natural Born Killers
- 1995: Heat
- 1995: Copycat
- 1996: A Time to Kill
- 1997: L.A. Confidential